# EF Education First
EF Education First, w skrócie EF – prywatna organizacja założona w 1965 roku w Szwecji. Jej oferta obejmuje studia za granicą, kolonie językowe dla dzieci oraz programy kursów językowych dla studentów i profesjonalistów, które są organizowane w ponad 50 krajach.

## Historia
EF Education First została założona przez Bertila Hulta w 1965 roku w Sztokholmie, jako Europeiska Ferieskolan (Europejska Szkoła Wakacyjna). Ponieważ Hult cierpiał na dysleksję (miał trudności z czytaniem i pisaniem), zdawał sobie sprawę, że tradycyjne metody nauczania w klasach, nie zawsze przynoszą odpowiednie efekty. Wpadł więc na pomysł, by zebrać grupę szwedzkich studentów w Anglii i tam uczyć języka angielskiego. Wyprawa ta okazała się sukcesem zarówno dla Hulta, jak i jego uczniów. Szwed postanowił rozwijać ideę kursów językowych za granicą, aby przełamać bariery językowe, geograficzne i kulturowe, które oddzielają ludzi od siebie.
W 1972 roku, dzięki złagodzeniu prawa dotyczącego inwestycji zagranicznych w Japonii, EF otwiera swój pierwszy azjatycki oddział w Tokio. Cztery lata później zostaje wprowadzony program „Rok szkolny za granicą”, a w Stanach Zjednoczonych EF zakłada organizację non-profit, mającą na celu promowanie nauki języków obcych.
W roku 1979 EF kupiło biuro podróży w Meksyku i otworzyło swoje pierwsze oddziały w Meksyku i Buenos Aires, rozpoczynając tym samym swoją działalność w Ameryce Łacińskiej.
W 1983 roku, EF Education wprowadza ofertę „Educational Tours” skierowaną do amerykańskich studentów, którzy dzięki niej mogą podróżować w grupach po Europie i zwiedzić jej najpiękniejsze zakątki w krótkim czasie.
W roku 1988 EF otwiera biuro w Seulu i zostaje wybrane oficjalną szkołą językową Igrzysk Olimpijskich.
W roku 1993 Paul Rand aktualizuje logo EF. Oficjalną nazwą firmy staje się EF Education First, obrazując pozycję firmy na światowym rynku edukacji językowej.
W 1995 roku EF, współpracując z Apple, rozwija nauczanie języków obcych online. Doprowadza to do utworzenia Englishtown – największej internetowej szkoły języka angielskiego na świecie.
W 1997 roku zostaje otwarty polski oddział EF Education, w Warszawie.
W 1998 EF sponsoruje dwie łodzie Whitbread na słynnym wyścigu dookoła świata. Łódź „EF Language” i jej kapitan, Paul Cayard, zajęli pierwsze miejsce.
W 2000 roku wybudowano nowy budynek dla siedziby EF w Bostonie. Senator Ted Kennedy był obecny na inauguracji, podczas której podkreślał znaczenie nauki języków obcych.
W 2007 roku EF zostało wybrane oficjalną szkołą językową Igrzysk Olimpijskich w Pekinie w 2008 roku, a Bertil Hult, założyciel, niósł olimpijski znicz podczas sztafety.
W 2009 roku EF dołącza do Top 50 najlepszych firm zagranicznych w Chinach.
W 2010 roku EF rozpoczyna współpracę z Cambridge University. Współpraca ta daje początek badaniom dotyczącym nauki języków obcych. Wtedy też EF przystępuje do sieci partnerskiej AIESEC. Również w 2010 roku, pracownie językowe EF opracowały bezpłatną aplikację mobilną do nauki angielskiego.
W 2011 roku EF opublikowało ranking znajomości języka angielskiego w poszczególnych krajach. Był to pierwszy tego typu ranking na świecie, obejmujący 44 państwa. W tym samym roku został wprowadzony program „Kursy językowe za granicą dla studentów i specjalistów powyżej 25 lat”.

## EF Education dzisiaj
EF pomagało Brazylii w przygotowaniach do FIFA World Cup 2014. EF było również oficjalnym partnerem programów językowych Zimowych Igrzysk Olimpijskich w Soczi.
Od 2016 roku przy pomocy EF organizowane jest trzymiesięczne stypendium w szkole w Wielkiej Brytanii dla zwyciężczyni programu TVN Projekt Lady.